# Campeón de Campeones 1949-50
El Campeón de Campeones 1949-50 fue la IX edición del Campeón de Campeones que enfrentó al campeón de la Liga 1949-50: Veracruz y al campeón de la Copa México 1949-50: Atlas.
El título se jugó a partido único realizado en el Estadio de la Ciudad de los Deportes de la Ciudad de México. Al final de éste, el Atlas consiguió adjudicarse por segunda vez en su historia este trofeo.

## Participantes
| Veracruz |  |  |  | Campeón de la Primera División de México (1949-50) |
| Atlas    |  |  |  | Campeón de la Copa México (1949-50)                |

## El partido
| 13 de agosto de 1950 | Veracruz   | 1:3 (1:1; 1:1) (0:2 t. s.) | Atlas                       | Estadio de la Ciudad de los Deportes, Ciudad de México |                     |
|                      | Ayllón 40' |                            | Novo 30' · Cubero 94', 101' | Árbitro(s): Ledesma                                    | Árbitro(s): Ledesma |

| Campeón de Campeones 1949-50 |
| ---------------------------- |
|                              |
| Atlas                        |
| 2° Título                    |